# Soundless Wind Chime
Soundless Wind Chime (em mandarim: 無聲風鈴; pinyin: Wúshēng fēng líng) é um filme independente de 2009 realizado por Hung Wing Kit (mandarim: 洪榮傑), com Lu Yu Lai e Bernhard Bulling. Foi um dos nomeados em 2009 para o Teddy Award do Festival Internacional de Cinema de Berlim.

## História
Soundless Wind Chime gira em torno de um novo imigrante de Pequim em Hong Kong, Ricky (Lu Yu Lai), que trabalha como entregador, enquanto vive com sua tia prostituta (Wella Zhang). Ele é assaltado por um ladrão suíço, Pascal (Bernhard Bulling) que está em um relacionamento abusivo com o seu namorado vigarista (Hannes Lindenblatt). Decidido a deixá-lo, Pascal tem um encontro casual com Ricky e os dois começam um relacionamento romântico. O casal luta ao longo dos revezes da vida, que os forçam a determinar se o seu relacionamento está baseado no amor ou na dependência um do outro. Vários anos depois, Ricky parte para a Suíça para detectar sinais de Pascal, para eventualmente, encontrar Ueli (também interpretada por Bulling), dono de uma loja de antiguidades, tímido, que parece o mesmo que Pascal, mas que tem uma personalidade muito diferente. Como Ricky e Ueli aprofundam seu relacionamento, a verdade de Pascal e do relacionamento de Ricky é desvendada conforme o filme avança através de vislumbres do presente e do passado.